# Víctor Zubizarreta

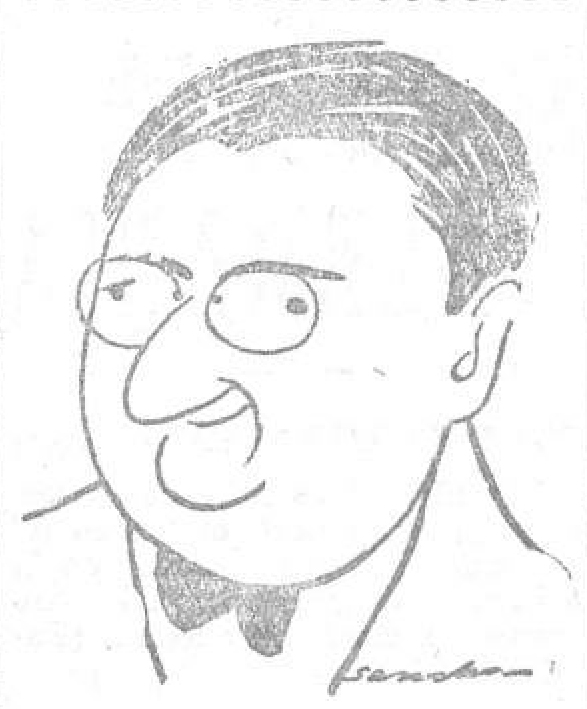
Caricaturizado por Sancha en La Voz (1928)

Víctor Zubizarreta Arana (Bilbao, 1899-Bilbao, 1970) fue un compositor español.

## Biografía
Comenzó su carrera musical a muy temprana edad: a los doce años, ya tocaba el órgano en la iglesia de San Nicolás de Bilbao. Posteriormente estudió en el Conservatorio de Madrid y se dedicó a ofrecer recitales de órgano en varias ciudades.
Fue amigo de Lorenzo Perosi, quien influyó en su música. En 1926 fundó en Bilbao la Schola Cantorum Santa Cecilia. Fue también director del Conservatorio de Bilbao y organista de la basílica de Nuestra Señora de Begoña.

## Su obra
Entre sus obras más conocidas están: Fantasía vasca para orquesta; el ballet Kardin; Sonata para violín y piano; varias obras para piano y órgano, como Rapsodia vasca o Preludio vasco; un Cuarteto, y numerosas canciones populares para coro. Entre ellas siguen siendo muy populares Ama Ibegira zazu y Agur ene maitia.